# Communauté de communes du Pays de Coulommiers
La communauté de communes du Pays de Coulommiers (CCPC) est une ancienne  communauté de communes française, située dans le département de Seine-et-Marne en région Île-de-France.
Créée le 1er janvier 2017, elle disparait à la fin de la même année en fusionnant avec la communauté de communes du Pays fertois pour créer, le 1er janvier 2018, la communauté d'agglomération Coulommiers Pays de Brie.

## Historique

La première communauté de communes, lors de sa création en 2013.

Conformément aux prévisions du schéma départemental de coopération intercommunale (SDCI)  arrêté le 22 décembre 2011 et modifié par les commissions départementales de la coopération intercommunale (CDCI) de mars et novembre 2012, une première communauté de communes du Pays de Coulommiers est créée au 1er janvier 2013 par un arrêté préfectoral du 17 décembre 2012, par fusion des anciennes communautés de communes Avenir et développement du secteur des Trois Rivières (12 communes) et de la Brie des Templiers (8 communes).
Dans le cadre des dispositions de la loi portant nouvelle organisation territoriale de la République (Loi NOTRe) du 7 août 2015, qui prévoit que les établissements publics de coopération intercommunale (EPCI) à fiscalité propre doivent avoir un minimum de 15 000 habitants (et 5 000 habitants en zone de montagnes), le préfet de Seine-et-Marne a rendu public le 13 octobre 2015, un nouveau projet de schéma départemental de coopération intercommunale (SDCI). 
Après concertation et amendements, celui-ci a été approuvé le 30 mars 2016 et prévoit notamment la fusion de la communauté de communes du Pays de Coulommiers initiale et de la communauté de communes de la Brie des moulins, malgré les réflexions menées par le Pays de Coulommiers pour une fusion avec la Brie des Moulins et le Pays Créçois,. Ce schéma a été mis en œuvre le 1er janvier 2017, après consultation des conseils communautaires et municipaux.
Par arrêté préfectoral du 23 décembre 2016, la communauté de communes du Pays de Coulommiers et la communauté de communes de la Brie des moulins fusionnent le 1er janvier 2017, formant une nouvelle communauté de communes du Pays de Coulommiers, juridiquement différente de la précédente.
Très vite, cette  nouvelle intercommunalité envisage sa fusion avec la communauté de communes du Pays fertois afin d'augmenter les ressources de cette nouvelle structure, qui prendrait le statut de communauté d'agglomération et bénéficierait à ce titre de dotations plus élevées de l'État, tout en ayant une possibilité de négociation plus équilibrée avec Val d'Europe Agglomération et la communauté d'agglomération du pays de Meaux,. 
La CDCI du 25 septembre 2017, après avoir recueilli celui des conseils municipaux, donne un avis favorable à cette fusion, qui est entérinée par le préfet en décembre, permettant ainsi la création de la communauté d'agglomération Coulommiers Pays de Brie le 1er janvier 2018, regroupant 43 communes et 75 900 habitants.

## Territoire communautaire

### Géographie
Le territoire communautaire était structuré autour de Coulommiers, et se situe au nord-est de la Seine-et-Marne, en constituant une transition entre les zones urbaines voisines de la capitale et les espaces ruraux plus à l’est.
Il était situé à 50 km de Paris, à 15 km de l’autoroute A4, à  60 km des aéroports d'Orly et de Roissy Charles de Gaulle, et à 25 km de Disneyland Paris.

### Composition
En 2017, l'intercommunalité regroupait  les 24 communes suivantes, :
| Nom                   | Code Insee | Gentilé            | Superficie (km2) | Population (dernière pop. légale) | Densité (hab./km2) |
| --------------------- | ---------- | ------------------ | ---------------- | --------------------------------- | ------------------ |
| Coulommiers (siège)   | 77131      | Columériens        | 10,93            | 14 889 (2014)                     | 1 362              |
| Amillis               | 77002      | Amillisiens        | 20,06            | 808 (2014)                        | 40                 |
| Aulnoy                | 77013      | Alnésiens          | 14,25            | 370 (2014)                        | 26                 |
| Beautheil             | 77028      | Beautheillois      | 18,37            | 739 (2014)                        | 40                 |
| Boissy-le-Châtel      | 77042      | Buccéens           | 9,95             | 3 115 (2014)                      | 313                |
| Chailly-en-Brie       | 77070      | Caibottins         | 17,36            | 1 425 (2014)                      | 82                 |
| Chauffry              | 77106      | Caufériens         | 5,16             | 1 021 (2014)                      | 198                |
| Chevru                | 77113      | Chevrotins         | 13,94            | 1 103 (2014)                      | 79                 |
| Dagny                 | 77151      | Dagnyssiens        | 7,89             | 333 (2014)                        | 42                 |
| Dammartin-sur-Tigeaux | 77154      | Dammartinois       | 9,04             | 996 (2014)                        | 110                |
| Faremoutiers          | 77176      | Faremoutais        | 10,93            | 2 610 (2014)                      | 239                |
| Giremoutiers          | 77206      | Giremontois        | 6,01             | 147 (2014)                        | 24                 |
| Guérard               | 77219      | Guérardais         | 19,80            | 2 303 (2014)                      | 116                |
| Hautefeuille          | 77224      | Hautefeuillois     | 9,80             | 302 (2014)                        | 31                 |
| La Celle-sur-Morin    | 77063      | Cellois            | 7,26             | 1 306 (2014)                      | 180                |
| Maisoncelles-en-Brie  | 77270      | Maisoncellois      | 13,57            | 867 (2014)                        | 64                 |
| Marolles-en-Brie      | 77278      | Marollais          | 9,05             | 400 (2014)                        | 44                 |
| Mauperthuis           | 77281      | Malperthuisiens    | 1,97             | 495 (2014)                        | 251                |
| Mouroux               | 77320      | Mourousiens        | 16,77            | 5 228 (2014)                      | 312                |
| Pézarches             | 77360      | Pézarchois         | 8,94             | 417 (2014)                        | 47                 |
| Pommeuse              | 77371      | Pommeusiens        | 12,80            | 2 862 (2014)                      | 224                |
| Saint-Augustin        | 77400      | Saint-Augustiniens | 10,37            | 1 749 (2014)                      | 169                |
| Saints                | 77433      | Saintons           | 20,04            | 1 379 (2014)                      | 69                 |
| Touquin               | 77469      | Touquinois         | 11,34            | 1 200 (2014)                      | 106                |

### Démographie
| 1968   | 1975   | 1982   | 1990   | 1999   | 2008   | 2013   |
| ------ | ------ | ------ | ------ | ------ | ------ | ------ |
| 20 243 | 21 611 | 24 479 | 28 693 | 32 189 | 34 964 | 37 047 |

Avec la fusion avec la Brie des Moulins, l'intercommunalité regroupait environ 47 000 habitants.

## Organisation

### Siège
L'intercommunalité avait son siège à Coulommiers, 13 rue du Général-de-Gaulle.

### Élus
La communauté de communes était administrée par un conseil communautaire constitué, après la fusion avec la Brie des Moulins et pour la mandature 2017-2017, de 48 délégués représentant chacune des 24 communes membres, répartis sensiblement en fonction de l'importance de leur population, à raison de :

- 15 délégués pour Coulommiers ;

- 5 délégués pour Mouroux ;

- 3 délégués pour Boissy-le-Châtel et Pommeuse ;

- 2 délégués pour Faremoutiers et Guérard ;

- 1 délégué et son suppléant pour les autres communes, toutes de moins de 2 000 habitants,.
Â la suite de la réélection de Franck Riester comme député de Seine-et-Marne lors des législatives de 2017, celui-ci, frappé par la réglemention limitant le cumul des mandats en France, démissionne de celui de président de l'intercommunalité. 
Le conseil communautaire du 13 juillet 2017 élit son nouveau président, Bernard Jacotin, maire de Saints, ancien président de la CC du secteur des Trois Rivières, pour la fin du mandat 2014-2020. Il a également élu ses 7 vice-présidents, qui sont : 
1. Guy Dhorbait, maire de Boissy-le-Châtel, chargé des finances, de l'assainissement et des transports ;
2. Laurence Picard, maire-adjointe de Coulommiers et conseillère départementale, chargée de l'aménagement du territoire et des politiques contractuelles :
3. Daniel Nalis, maire de Guérard, ancien président de la Brie des Moulins, chargé de l'environnement (dont les ordures ménagères et GEMAPI) ;
4. Sophie Chevrinais, maire de Touquin, chargée de la petite enfance, de l'enfance (Accueils de loisirs, pré et post scolaire) et de la jeunesse ;
5. Nicolas Caux, maire de Faremoutiers, chargé de la culture, du sport, des loisirs et de la sécurité (CISPD) ;
6. Alain Bourchot, maire de Maisoncelles-en-Brie, chargé du  tourisme, de l'accessibilité et des gens du voyage ;
7. Pascal Fournier, maire-adjoint de Coulommiers, chargé du numérique et des services techniques.

### Liste des présidents
| Période      | Période       | Identité        | Étiquette | Qualité |
| ------------ | ------------- | --------------- | --------- | --- |
| janvier 2013 | juillet 2017  | Franck Riester  | UMP → LR  | Chef d'entreprise Maire de Coulommiers (2008 → 2017) Député de Seine-et-Marne (5e circ.) (2007 → ) Vice-président de la CC de la Brie des Templiers (2001 → 2017) |
| juillet 2017 | décembre 2017 | Bernard Jacotin | LR        | Maire de Saints (2008 → ) Président de la CC du secteur des Trois Rivières ( ? → 2012) Vice-président de la CC du Pays de Coulommiers (2013 → 2017)               |

### Compétences
L'intercommunalité exerçait les compétences qui lui avaient été transférées conformément aux dispositions du code général des collectivités territoriales.
Les principales compétences exercées par la Communauté de communes étaient la petite enfance, les accueils de loisirs, le développement économique, l'aménagement numérique et le tourisme.

### Régime fiscal et budget
La Communauté de communes est un établissement public de coopération intercommunale à fiscalité propre.
Afin d'assurer ses compétences, la première communauté de communes percevait une fiscalité additionnelle aux impôts locaux des communes, avec fiscalité professionnelle de zone et sans fiscalité professionnelle sur les éoliennes.
La nouvelle intercommunalité créée en 2017 a opté pour la fiscalité professionnelle unique, qui assurait une solidarité des communes à l'échelle du territoire communautaire. Elle perçoit également une bonification de la dotation globale de fonctionnement et bénéficie du transfert à l'intercommunalité des anciennes parts départementales de taxes d'habitation et de taxes foncières.